# لويس بينيا
لويس بينيا (بالإسبانية: Luis Peña Illescas)‏ هو ممثل إسباني، ولد في 20 يونيو 1918 في إسبانيا، وتوفي في 29 مارس 1977 بمدريد في إسبانيا بسبب سرطان الكبد. بدأ مشواره المهني سنة 1930.

## وصلات خارجية
- لويس بينيا على موقع IMDb (الإنجليزية)
- لويس بينيا على موقع ألو سيني (الفرنسية)
- لويس بينيا على موقع أول موفي (الإنجليزية)
- لويس بينيا على موقع قاعدة بيانات الأفلام السويدية (السويدية)
- لويس بينيا على موقع قاعدة بيانات الفيلم (الإنجليزية)
- لويس بينيا على موقع كينوبويسك (الروسية)